# Comune di Ærøskøbing
Il comune di Ærøskøbing fino al 1º gennaio 2007 è stato un comune danese situato contea di Fionia, il comune aveva una popolazione di 3 731 abitanti (2005) e una superficie di 74 km². Capoluogo era la cittadina di omonima.
Dal 1º gennaio 2006, con l'entrata in vigore della riforma amministrativa, il comune è stato soppresso e accorpato, insieme al comune di Marstal, per formare il nuovo comune di Ærø.